# Psychrometr Augusta

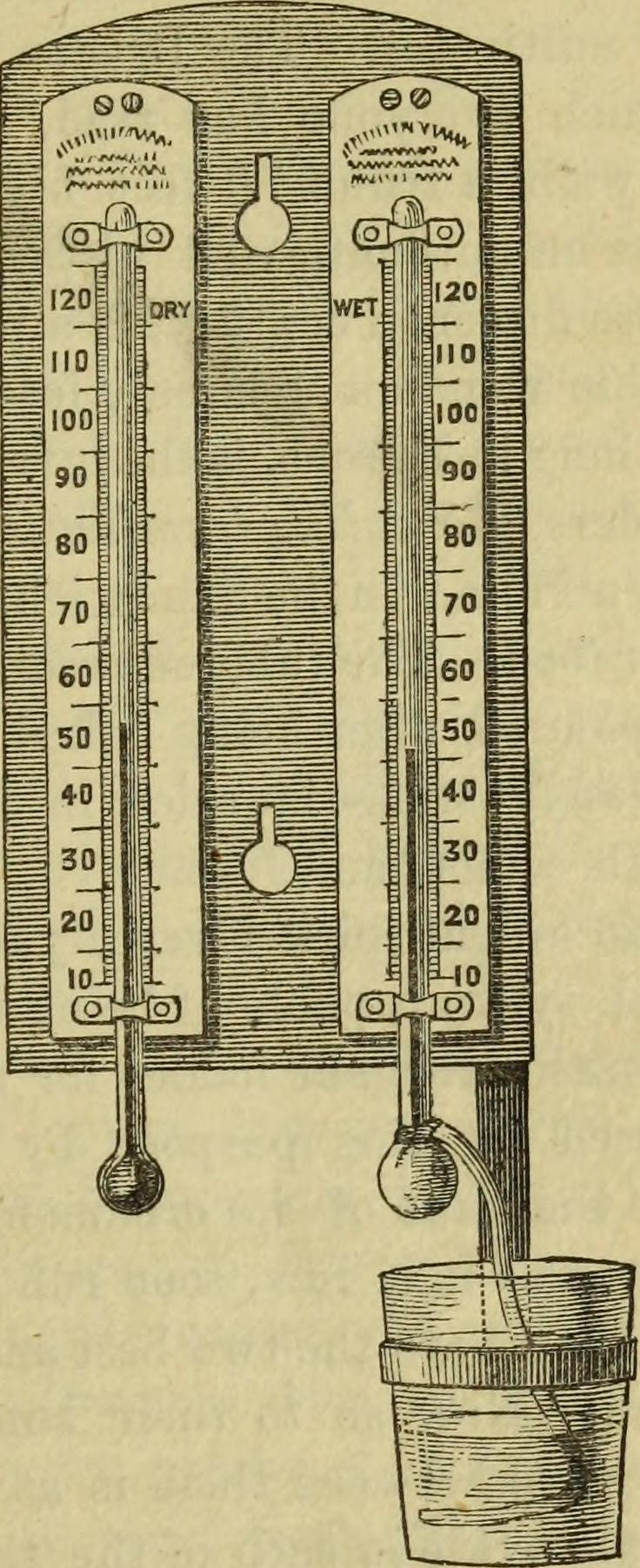
Psychrometr Augusta

Psychrometr Augusta – psychrometr stosowany do pomiaru wilgotności w pomieszczeniach, w których ruch powietrza wywołany jest tylko konwekcją naturalną (przeciwnie do psychrometru Assmanna). Korzystając z tego psychrometru wilgotność względną powietrza odczytuje się z tabeli lub z wykresu psychrometrycznego i oblicza ze wzoru psychrometrycznego:
{\displaystyle \varphi ={\frac {p_{sm}-A(t_{s}-t_{m})p_{b}}{p_{ss}}}100\%,}
gdzie:
{\displaystyle t_{s}} – temperatura wskazywana przez termometr suchy,
{\displaystyle t_{m}} – temperatura wskazywana przez termometr mokry,
{\displaystyle p_{sm}} – ciśnienie nasycenia pary wodnej w temperaturze {\displaystyle t_{m},}
{\displaystyle p_{ss}} – ciśnienie nasycenia pary wodnej w temperaturze {\displaystyle t_{s},}
{\displaystyle p_{b}} – ciśnienie powietrza w którym przeprowadzany jest pomiar,
{\displaystyle A} – stała psychrometryczna.
Stałą psychrometryczną określa wzór:
{\displaystyle A=\left(65+{\frac {6{,}75}{W}}\right)10^{-5}.}
Dla pomiarów w pomieszczeniach przyjmuje się prędkość powietrza równą W = 0,5 m/s, wówczas A = 0,000785 1/°C.
Udoskonaleniem psychrometru Augusta jest psychrometr Assmanna w którym wymuszono ruch powietrza wokół termometrów.

## Historia
Przyrząd do pomiaru wilgotności powietrza składający się z suchego i mokrego termometru został skonstruowany w 1828 roku przez niemieckiego fizyka Ernsta Ferdinanda Augustusa.